# 夏普敦 (馬里蘭州)
夏普敦（英語：Sharptown）是一個位於美國馬里蘭州威科米科縣的市鎮。

## 人口
根據2020年美國人口普查的數據，夏普敦的面積為1.09平方千米，當中陸地面積為1.09平方千米，而水域面積為0.00平方千米。當地共有人口691人，而人口密度為每平方千米634人。